# Danh sách đảo Indonesia

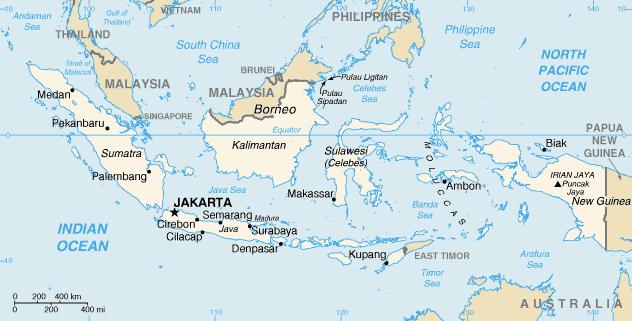
Bản đồ Indonesia.

Đây là danh sách các hòn đảo của quần đảo Indonesia. Indonesia gồm 17.508 - 18.306 hòn đảo và 8.844 đảo trong số đó đã được đặt tên theo ước tính của Chính phủ Indonesia, với 922 có những người sinh sống lâu dài. Những hòn đảo trải dài trên 5.400 km (3.400 dặm) về phía đông từ Sabang ở miền Bắc Sumatra đến Merauke trong. Irian Jaya. Theo một cuộc khảo sát năm 2002 của Viện Hàng không và Không gian (Lapan), Indonesia có 18.306 hòn đảo. Theo CIA factbook thì quốc gia này có 17.508 hòn đảo. Phần lớn đảo đảo của Indonesia có hoạt động địa chấn mạnh, kích thước ngập nước, và sự xuất hiện và hình dạng của đảo tiếp tục phát triển. Quần đảo Indonesia là một phần của quần đảo Mã Lai.

## Các đảo chính
- Quần đảo Sunda
  - Quần đảo Sunda lớn
    - Java, tên cũ Jawa Dwipa.
    - Borneo - chung với Brunei, và các bang Malaysia Sabah và Sarawak.
    - Sumatra, tên cũ Swarna Dwipa.
    - Sulawesi, tên cũ Celebes.

  - Quần đảo Sunda nhỏ
- Quần đảo Maluku
- New Guinea chung với Papua New Guinea.

## Các đảo khác
Các đảo xếp theo tỉnh.

### Java

#### Banten
- Sangiang
- Panaitan
- Tinjil

#### DKI Jakarta
- Thousand Islands (Kepulauan Seribu)

#### West Java
- Pulau Biawak (Monitor Lizard Island), Indramayu

#### Central Java
- Karimun Jawa
- Nusa Kambangan

#### East Java
- Bawean
- Kangean Islands
- Madura
- Raas
- Raja
- Sempu Island

### Sumatra

#### Aceh
199 đảo
- Banyak Islands, 99 islands
  - Balai
  - Tuangku
- Lasia
- Weh
- Simeulue

#### North Sumatra
419 đảo
- Nias Islands
- Hinako Islands
- Batu Islands (formerly Batoe Eilanden), 51 đảo
- Berhala on the Strait of Malacca
- Jake
- Makole
- Masa
- Samosir, on Lake Toba

#### West Sumatra
- Mentawai Islands
  - Siberut
  - Sipura (Sipora)
  - North Pagai
  - South Pagai
- Pasumpahan
- Sikuai

#### Lampung
- Child of Krakatoa (Anak Krakatau)
- Sebuku
- Sebesi
- Legundi

#### Riau
- Rupat
- Bengkalis
- Padang
- Rangsang
- Tebing Tinggi Island
- Basu

#### Riau Islands
about 3,200 islands
- Natuna Islands (Kepulauan Natuna)
  - South Natuna Islands
  - Anambas Islands
  - Natuna Besar Islands
  - Tambelan Islands
    - Badas Islands
- Riau Archipelago
  - Batam
  - Bunguran
  - Bintan
  - Penyengat
  - Bulan
  - Galang
  - Karimun
  - Kundur
  - Rempang
- Lingga Islands
  - Lingga with nearby islands:
  - Singkep with nearby islands:

#### Bangka-Belitung Islands
- Bangka
- Belitung

### Kalimantan

#### East Kalimantan
- Derawan Islands
  - Kakaban
- Balabalagan Islands
- Bunyu
- Sebatik
- Tarakan

#### South Kalimantan
- Laut Kecil Islands
- Laut
- Sebuku

#### West Kalimantan
- Karimata Islands
  - Karimata
- Bawal
- Galam
- Maya Karimata (Maya)

### Sulawesi

#### North Sulawesi
- Talaud Islands
  - Karakelang
  - Salibabu
  - Kabaruan
- Sangihe Islands
  - Sangir Besar (Sangir)
  - Nanipa
  - Bukide
  - Siau
  - Tagulandang
- Lembeh
- Bunaken
- Manado Tua
- Nain
- Talise
- Bangka

#### Central Sulawesi
- Togian Islands
  - Togian
- Banggai Islands
  - Peleng
  - Banggai
  - Bowokan Islands (Kepulauan Treko)

#### South Sulawesi
- Pabbiring Islands
- Sabalana Islands
- Tengah Islands
- Selayar Islands
  - Selayar Island
- Takabonerate Islands

#### Southeast Sulawesi
- Tukangbesi Islands
  - Wakatobi
    - Wangiwangi
- Wowoni
- Buton
- Muna
- Kabaena

### Lesser Sunda Islands

#### Bali
- Bali
- Nusa Penida
- Nusa Lembongan
- Nusa Ceningan[cần dẫn nguồn]
- Pulau Menjangan[cần dẫn nguồn]
- Gili Selang[cần dẫn nguồn]
- Gili Tepekong[cần dẫn nguồn]
- Gili Biaha[cần dẫn nguồn]
- Gili Mimpang[cần dẫn nguồn]

#### West Nusa Tenggara
- Lombok
- Sumbawa
- Sangeang
- Moyo Island
- Satonda

#### East Nusa Tenggara
- Alor Islands, 14 islands + 1 (Đông Timor)
  - Alor
  - Kepa
  - Pantar
- Flores
  - Babi
- Komodo
- Palu'e (Palu)
- Rinca
- Rote Island
- Savu (Sawu)
- Solor Islands
  - Adonara
  - Lembata (Lomblen)
  - Solor
- Sumba
- Timor, divided between Indonesia (West Timor) and the independent nation of Đông Timor

### Maluku

#### Maluku
- Buru
- Seram
  - Ambon (Amboyna)
  - Saparua
- Gorong archipelago
- Watubela archipelago
- Banda
- Tayandu Islands (Kepulauan Tayahad)
- Kai Islands
- Aru Islands
  - Enu
  - Kobroor
  - Maikoor
  - Trangan
  - Wokam
- Tanimbar Islands
  - Selaru
  - Yamdena
- Babar
- Barat Daya Islands
  - Damar
  - Romang
  - Wetar
- Leti Islands
- Small volcanic islands in Banda Sea

#### North Maluku
- Halmahera, with nearby islands:
  - Machian (Makian)
  - Morotai
  - Ternate
  - Tidore
- Bacan
- Morotai
- Widi Islands
- Obi Islands
- Sula islands

### New Guinea
islands near the Indonesian half of New Guinea island

#### West Papua
610 islands, 35 inhabited
- Asia Islands
- Ayu Islands
  - Palau Ayu
  - Palau Reni
- Raja Ampat Islands
  - Batanta
  - Fam Islands
  - Boo Islands
  - Misool
  - Waigeo
    - Gam
    - Kawe
- Karas
- Semai

#### Papua
- Biak Islands
  - Biak
  - Numfor
  - Yapen
  - Mios Num
  - Supiori
- Komoran
- Yos Sudarso